# جائحة فيروس كورونا في لا ريونيون
توثق هذه المقالة آثار جائحة فيروس كورونا 2019–2020 في إقليم لا ريونيون الفرنسي، وقد لا تتضمن جميع الاستجابات والإجراءات الرئيسية حتى الآن.

## خلفية
في 12 يناير 2020، أكدت منظمة الصحة العالمية (WHO) أن فيروس تاجي جديد كان سببًا لمرض تنفسي لمجموعة من الأشخاص في مدينة ووهان، مقاطعة خوبي، الصين، والذين كانوا قد لفتوا انتباه منظمة الصحة العالمية في البداية في 31 ديسمبر 2019. رُبطت هذه المجموعة في البداية بسوق هوانان للمأكولات البحرية بالجملة في مدينة ووهان. ومع ذلك، فإن بعض الحالات الأولى التي أظهرت نتائج مختبرية لا صلة لها بالسوق، فمصدر الوباء غير معروف.
على عكس السارس لعام 2003، كانت نسبة إماتة الحالات لـ كوفيد-19  أقل بكثير، لكن انتقال العدوى كان أكبر بكثير، مع إجمالي عدد الوفيات. عادة ما يظهر كوفيد-19 في حوالي سبعة أيام بأعراض شبيهة بالإنفلونزا يُظهرها بعض الأشخاص حيث تتطور إلى أعراض الالتهاب الرئوي الفيروسي الذي يتطلب الدخول إلى المستشفى. اعتبارًا من 19 مارس، أصبح كوفيد-19 يُصنف على أنه «مرض معدي عالي الأثر».

## الجدول الزمني

### مارس 2020
- في 11 مارس، تأكيد الحالة الأولى.[6]
- في 14 مارس، ارتفع عدد الحالات المؤكدة إلى 6.[7]
- في 15 مارس، ارتفعت الحالات المؤكدة إلى سبعة.[8]
- في 18 مارس، ارتفع عدد الحالات المؤكدة إلى 14.
- في 19 مارس، تضاعف عدد الحالات إلى 28 تراكمية.
- في 20 مارس، ارتفع عدد الحالات إلى 38.[9]
- في 21 مارس، ارتفع عدد الحالات إلى 47.[10]
- في 22 مارس،
  - ارتفع عدد الحالات إلى 64.[11]
  - في المساء صرحت الوكالة الإقليمية للصحة (ARS) رسميًا بالحالة 75 رسمية، وعلى الرغم من هذا مازالت لا ريونيون في المرحلة 1 من الوباء.[12]
  - أعلنت مدينة سانت دينيس عن إغلاق الأسواق.[13]
- في 24 مارس
  - اكتشاف 83 حالة مؤكدة مخبريًا.[14]
  - قررت السلطات المحلية الانتقال إلى المرحلة 2.[15] مع اكتشاف 94 حالة.[16] وبقدرة 80 سريرًا في العناية المركزة، أصبح الوضع حرجًا. يدعم هذا الانتقال إلى المرحلة 2 زيادة في الفحوصات المنهجية (السريرية).
  - تقدر الوكالة الإقليمية للصحة (ARS) عدد الأشخاص المتشتبه بهم بـ 850.[15]
- في 31 مارس،
  - صرحت وزيرة الخارجية أنيك جيراردين بأن فرنسا لا تملك الوسائل لتعميم اختبارات الفحص على أراضي ريونيون، في حين يأمل العديد من المسؤولين المنتخبين المحليين والسكان في إجراء فحص منهجي للفيروس.[17]
  - على الساعة 3 مساءً، سجلت الوكالة الإقليمية للصحة (ARS) الحالة رقم 247، أي 23 حالة إضافية خلال 24 ساعة.[18]

#### أبريل 2020
- في بداية شهر أبريل، بلغ عدد الحالات المستوردة 200 حالة، مما يؤكد دور الجسر الجوي في إدخال الفيروس إلى هذه الفضاء الجزائري.[19]
- في 1 أبريل، سُجلت الحالة 281. أبلغت الوكالة الإقليمية للصحة (ARS) عن 195 حالة مستوردة و 45 حالة انتقال محلي وحالة أصلية واحدة.تماثل 40 مريضا للشفاء في نفس اليوم.[19]
- في 2 أبريل، سُجلت الحالة 308. أعلنت الوكالة الإقليمية للصحة (ARS) أنها حققت في 267 حالة، ولم يتم العثور على 41 حالة بعد.[20]
- في 3 أبريل، سُجلت الحالة 321. الحالات المستوردة لا تزال هي الغالبية بـ 195 حالة كحد أدنى. نُقل 51 شخصًا إلى المستشفى، حيث يتواجد حالتين في العناية المركزة. أصيب 33 عاملاً في مجال الرعاية الصحية بالمرض، من بينهم 28 مصابًا خارج البلاد.[21]
- في 4 أبريل، سُجلت الحالة 334. أظهر 35 من مقدمي الرعاية نتائج إيجابيةً لاختبار الفيروس كورونا المستجد 2019، بزيادة حالتين أكثر من اليوم السابق واتفعت الحالات في العناية المركزة من 2 إلى 4. حدد 2000 شخص من مخالطي المرضى.[22]
- في 5 أبريل، سُجلت الحالة 344. حققت الوكالة الإقليمية للصحة (ARS) في 313 حالة. يتكون السكان المتضررون من: 10٪ من القاصرين، 47٪ من الأشخاص الذين تتراوح أعمارهم بين 18 و 50، 29٪ من 51 إلى 65 و 14٪ من الأشخاص فوق 65.[23]
- في 6 أبريل، سُجلت الحالة 349. على الرغم من هذا التسطيح النسبي لمنحنى المرضى المكتشفين، انتهك 9 مسافرين مكلفين بالحجر مرسوم المحافظة عن طريق مغادرة فندقهم.[24][25]
- في 7 أبريل، سُجلت الحالة 358 مما يؤكد انخفاضًا مؤقتًا في الحالات الجديدة التي يتم اكتشافها يوميًا.[26]
- في 8 أبريل، سُجلت الحالة 362. حدد 2300 حالة المخالطة، وتخضع لمتابعة في أسبوعين. يبدو أن الانخفاض في الحالات مستمر، مع فرضية الأثر الأول للحجر.[27]
- في 9 أبريل، سُجلت الحالة 376. وبتقييم حالات السكان الأصليين يصل عددهم إلى 25. ويقدر عدد الأشخاص الذين تماثلوا للشفاء بنحو 199 حالة.[28]
- في 10 أبريل، سُجلت الحالة 382 وكشف عن 3 حالات إيجابية للفيروس التاجي في مرفق الإقامة لكبار السن المعالين (Ehpad)، ولكن دون تقديم أعراض مرض كوفيد-19.[29]
- في 11 أبريل، سُجلت الحالة 388. لا توجد حالات جديدة للإبلاغ عنها في مرفق الإقامة لكبار السن المعالين. يشير الأسبوع الثاني من أبريل إلى انخفاض في عدد الحالات، مما تسبب أيضًا في التراخي في تطبيق قواعد الحجر.[30]